# Megalithanlagen in Katalonien

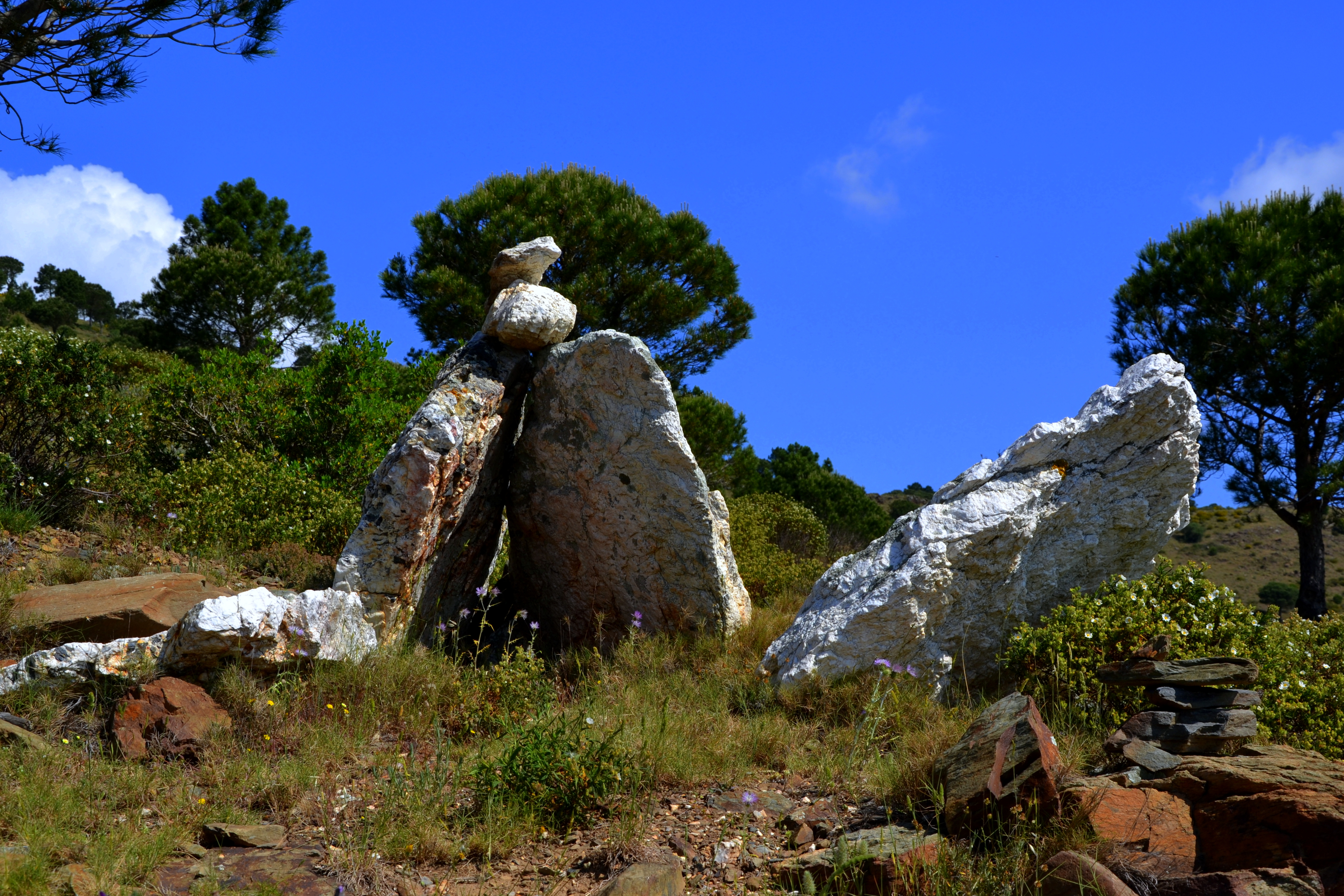
Dolmen Cova in der Serra de l’Albera

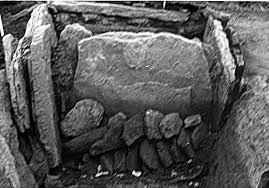
Kiste von St. Corneli in Osona

Die ersten Megalithanlagen in Katalonien entstanden gegen Ende des Neolithikums (4400–3600 v. Chr.) im Bereich von Tavertet. Ihre Erbauer verwendeten noch keine großen Steinplatten, weshalb die Bauten als prämegalithisch bezeichnet werden. Die ersten monumentalen Grabbauten liegen in der Gegend von Tavertet. Obwohl ihre Erbauer keine großen Steinplatten verwendeten (aus diesem Grund nennen einige Fachleute sie prämegalithisch), ist das architektonische Ensemble monumental. Es handelt sich um Steinkisten (spanisch Cista – aus vertikalen Platten) in quadratischen oder rechteckigen Hügeln, die mit großen runden Steinen bedeckt sind, etwa 22,0 m Durchmesser haben und Höhen bis zu 2,0 m erreichen (Cista del Clot del Llorer). Die Ausgrabung einiger dieser Strukturen ergab, dass es sich um Einzelbestattungen handelt.
Katalonien gliedert sich in sechs Megalithprovinzen:
1. Alt Empordà (Serra de Rodes, Serra de l’Albera und Cap de Creus)
2. Les Gavarres und Massis d’Ardenya
3. Serre del Corredor
4. Altiplans Centrals
5. Pirineus Centrals
6. Pirineus Occidentals

Während der Mittelsteinzeit entstanden im Bereich der Empordà die ersten Anlagen für Kollektivbestattungen. Diese Tradition blieb bis in die Bronzezeit bestehen, in der allerdings kaum noch Anlagen gebaut, sondern bestehende wiederverwendet wurden.
Im Rest von Katalonien errichteten andere Gruppen eine große Anzahl von Denkmälern. Sie heben vor allem die Alt Empordà als die Region mit der höchsten Anzahl von bekannten Megalithen hervor, gefolgt von Alt Urgell, Bages, Osona und Vallès Oriental.

## Dolmen in Katalonien

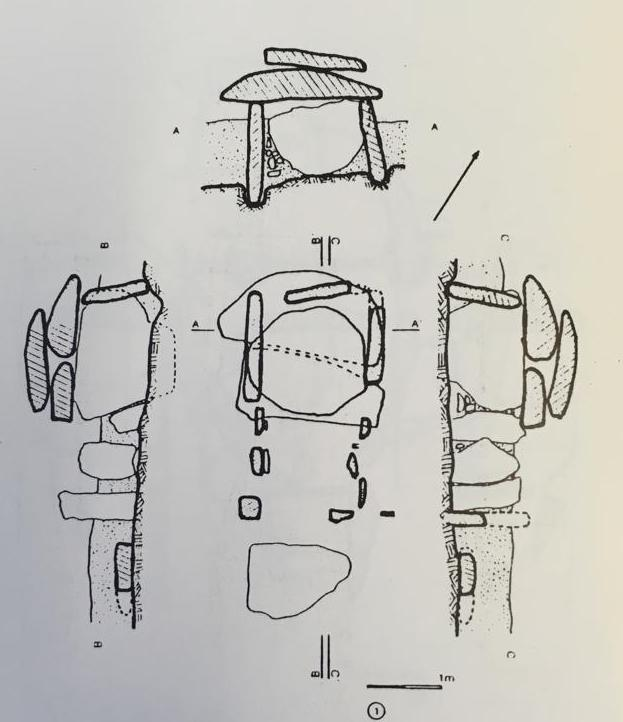
Typische katalanische Galerie

In Katalonien gibt es folgende Haupttypen von Megalithanlagen:
1. Steinkisten unter rechteckigen Hügeln sind die älteste Art in der Region Empordà. Beispiele sind Sant Sadurní Efeu oder die Cista de la Carretera de Calonge.
2. Ganganlagen unter Rundhügeln wie der Dolmen del Puig ses Forques und der Puig d’Arques bei Calonge, trapezoide bzw. polygonale Kammern, wie die antaartigen Dolmen de la Serra Mitjana und del Llobina und rechteckige Kammern, wie bei den Dolmen von Mas-Bousarenys, die auch unter Hügeln aus Stein liegen.
3. Katalanische Galerien wie der Dolmen von Llanera und der Dolmen von Can Boquet, die im Gegensatz zu Antequera in Andalusien an angevinische Portaldolmen erinnern und wie diese einen Korridor besitzen, der eine geringere Höhe hat als die Kammer. Weitere Beispiele sind Cova d’en Daina in Romanyà de la Selva und der Dolmen vom Puig Rodó.
4. Dolmen simples, die durch deutlich kleinere Kammern charakterisiert sind als die bisherigen Typen und unter kleineren Hügeln liegen. Beispiele für diese Art gibt es im Bereich Alt Emporda und der Gavarres. Diese Gräber datieren zwischen dem Chalkolithicum und der Bronzezeit.
5. Zwischen dem Chalkolithikum und der Bronzezeit sind alternative Megalithstrukturen wie die Paradolmen (Paradolmen del Camp d’en Güitó) und Hemidòlmen (Dolmen von Betlem) belegt. Es sind Abris oder Höhlen, (Dolmen de la Quarantena) die eine Ergänzung durch Megalithe erfahren haben. Die jüngste Entdeckung dieser Art ist der Paradolmen Lluís Esteva. Eine weitere alternative Form sind Findlingsanhäufungen wie die von Tossa de Mar und Gravuren wie bei der Pedra dels Sacrificis (Capmany).